# Miguel Duhamel
Miguel Duhamel (Montréal, 26 maggio 1968) è un pilota motociclistico canadese, ritiratosi dall'attività agonistica.
Il pilota detiene il record di stagioni vinte del campionato motociclistico statunitense, avendo conquistato 8 titoli complessivi: uno nella Superbike (1995), cinque nella Supersport (1991, 1993, 1995, 1996, 1997) e due nella Formula Xtreme (2004 e 2005).

## Carriera
Figlio d'arte (il padre Yvon era stato pilota ufficiale Kawasaki negli anni settanta), la sua carriera nel motociclismo è iniziata nel 1988 con la partecipazione a gare di endurance e al campionato canadese Superbike; già nel 1990 ha vinto la sua prima gara del campionato AMA Superbike e nel 1991 ha il suo primo campionato nella categoria Supersport 600, oltre che la Daytona 200 e il Bol d'Or.
Nel 1992 debutta anche nel motomondiale in classe 500, competendo in tutte le gare della stagione, raggiungendo un quinto posto quale miglior risultato in gara e il 12º posto nella graduatoria finale. Nel 2004 e 2005 vince il settimo e l'ottavo titolo, nella categoria Formula Xtreme, con una Honda CBR600RR. Negli anni successivi continuare a competere nelle competizioni americane, vincendo il secondo titolo di Supersport nel 1993. Nel 1995 vince due titoli il primo di AMA Superbike e il terzo di Supersport, replicandosi in quest'ultima nelle successive due stagioni.
Dal 1989 al 1997 partecipa, saltuariamente e sempre come wild card,  al mondiale Superbike. In cinque stagioni prende il via a sole dieci gare ottenendo tre piazzamenti a podio come posizionamenti di rilievo. Nel 2007 viene chiamato, in occasione del GP degli USA, a condurre una Honda RC212V del team Honda Gresini in sostituzione dell'infortunato Toni Elías, si deve però ritirare prima del termine della gara.
Fino al 2008 è stato pilota ufficiale della Honda America, conquistando con le sue motociclette 8 titoli: uno nella Superbike (1995), cinque nella Supersport (1991, 1993, 1995, 1996, 1997) e due nella Formula Xtreme (2004 e 2005); nonché 5 vittorie alla "Daytona 200" nel 1991, 1997, 1999, 2003 e 2005. Duhamel, detiene il record di stagioni vinte del campionato statunitense.

## Risultati in gara

### Campionato mondiale Superbike
| 1989 | Moto   |  |  |  |  |     |    |  |  |  |  |  |  |  |  |  |  |  |  |  |  |  |  |  |  |  |  | Punti | Pos. |
| ---- | ------ |  |  |  |  | --- | -- |  |  |  |  |  |  |  |  |  |  |  |  |  |  |  |  |  |  |  |  | ----- | ---- |
| 1989 | Suzuki |  |  |  |  | Rit | 16 |  |  |  |  |  |  |  |  |  |  |  |  |  |  |  |  |  |  |  |  | 0     |      |

| 1990 | Moto   |  |  |  |  |  |  |  |  |    |    |  |  |  |  |  |  |  |  |  |  |  |  |  |  |  |  | Punti | Pos. |
| ---- | ------ |  |  |  |  |  |  |  |  | -- | -- |  |  |  |  |  |  |  |  |  |  |  |  |  |  |  |  | ----- | ---- |
| 1990 | Suzuki |  |  |  |  |  |  |  |  | 12 | 15 |  |  |  |  |  |  |  |  |  |  |  |  |  |  |  |  | 5     | 58º  |

| 1995 | Moto  |  |  |  |  |  |  |  |  |  |  |  |  |   |   |  |  |  |  |  |  |  |  |  |  |  |  | Punti | Pos. |
| ---- | ----- |  |  |  |  |  |  |  |  |  |  |  |  | - | - |  |  |  |  |  |  |  |  |  |  |  |  | ----- | ---- |
| 1995 | Honda |  |  |  |  |  |  |  |  |  |  |  |  | 3 | 4 |  |  |  |  |  |  |  |  |  |  |  |  | 29    | 19º  |

| 1996 | Moto  |  |  |  |  |  |  |  |  |  |  |     |     |  |  |  |  |  |  |  |  |  |  |  |  |  |  | Punti | Pos. |
| ---- | ----- |  |  |  |  |  |  |  |  |  |  | --- | --- |  |  |  |  |  |  |  |  |  |  |  |  |  |  | ----- | ---- |
| 1996 | Honda |  |  |  |  |  |  |  |  |  |  | Rit | Rit |  |  |  |  |  |  |  |  |  |  |  |  |  |  | 0     |      |

| 1997 | Moto  |  |  |  |  |  |  |  |  |  |  |   |   |  |  |  |  |  |  |  |  |  |  |  |  |  |  | Punti | Pos. |
| ---- | ----- |  |  |  |  |  |  |  |  |  |  | - | - |  |  |  |  |  |  |  |  |  |  |  |  |  |  | ----- | ---- |
| 1997 | Honda |  |  |  |  |  |  |  |  |  |  | 3 | 3 |  |  |  |  |  |  |  |  |  |  |  |  |  |  | 32    | 19º  |

| 2002 | Moto  |  |  |  |  |  |  |  |  |  |  |  |  |  |  |  |  |    |    |  |  |  |  |  |  |  |  | Punti | Pos. |
| ---- | ----- |  |  |  |  |  |  |  |  |  |  |  |  |  |  |  |  | -- | -- |  |  |  |  |  |  |  |  | ----- | ---- |
| 2002 | Honda |  |  |  |  |  |  |  |  |  |  |  |  |  |  |  |  | NP | NP |  |  |  |  |  |  |  |  | 0     |      |

| Legenda | 1º posto        | 2º posto            | 3º posto           | A punti      | Senza punti        | Grassetto – Pole position Corsivo – Giro più veloce |
| Legenda | Gara non valida | Non qual./Non part. | Ritirato/Non class | Squalificato | '-' Dato non disp. | Grassetto – Pole position Corsivo – Giro più veloce |

### Motomondiale
| 1992 | Classe | Moto   |     |    |     |   |   |   |    |   |    |   |   |   |   |  |  |  |  |  | Punti | Pos. |
| ---- | ------ | ------ | --- | -- | --- | - | - | - | -- | - | -- | - | - | - | - |  |  |  |  |  | ----- | ---- |
| 1992 | 500    | Yamaha | Rit | 10 | Rit | 9 | 7 | 8 | 11 | 6 | 11 | 7 | 7 | 5 | 9 |  |  |  |  |  | 31    | 12º  |

| 2007 | Classe | Moto  |  |  |  |  |  |  |  |  |  |  |     |  |  |  |  |  |  |  | Punti | Pos. |
| ---- | ------ | ----- |  |  |  |  |  |  |  |  |  |  | --- |  |  |  |  |  |  |  | ----- | ---- |
| 2007 | MotoGP | Honda |  |  |  |  |  |  |  |  |  |  | Rit |  |  |  |  |  |  |  | 0     |      |

| Legenda | 1º posto        | 2º posto            | 3º posto            | A punti      | Senza punti        | Grassetto – Pole position Corsivo – Giro più veloce |
| Legenda | Gara non valida | Non qual./Non part. | Ritirato/Non class. | Squalificato | '-' Dato non disp. | Grassetto – Pole position Corsivo – Giro più veloce |